# Fiorinia arengae
Fiorinia arengae är en insektsart som beskrevs av Takahashi 1934. Fiorinia arengae ingår i släktet Fiorinia och familjen pansarsköldlöss. Inga underarter finns listade i Catalogue of Life.